# Вангерланд
Вангерланд (нем. Wangerland) — община в Германии, в земле Нижняя Саксония.
Входит в состав района Фризия. Население составляет 10 005 человек (на 31 декабря 2010 года). Занимает площадь 176 км².
Коммуна подразделяется на 7 сельских округов.

Вангерланд

| Год  | Население |
| ---- | --------- |
| 1990 | 9 611     |
| 1995 | 9 889     |
| 2000 | 10 071    |
| 2005 | 10 223    |
| 2010 | 10 020    |